# Sacré père Noël (film, 1998)
Pour les articles homonymes, voir Sacré Père Noël et I'll Be Home for Christmas.
Sacré Père Noël, ou Un noël à la course au Québec (I'll Be Home for Christmas) est un film de Noël réalisé par Arlene Sanford en 1998.

## Synopsis
Jake Wilkinson, un étudiant au Palisades College en Californie, égocentrique, combinard et tricheur, est fou de joie : son père lui donnera une Porsche seulement s'il passe Noël en famille. Mais à quelques jours de la fête sacrée, Jake se réveille en plein désert californien, seul et sans argent, avec un costume de Père Noël et une barbe collée au menton ! Prêt à tout pour éviter que son cadeau ne lui échappe, il devra voler, mentir, courir, intimider et faire de la luge pour aller sur la côte est, et récupérer son cadeau le plus cher : son amour envers Allie Henderson.

## Fiche technique
- Directeur de la photographie : Hiro Narita

## Distribution
Légende : VF = Version Française et VQ = Version Québécoise
- Jonathan Taylor Thomas (VF : Charles Pestel ; VQ : Joël Legendre) : Jake Wilkinson
- Jessica Biel (VF : Barbara Kelsch ; VQ : Camille Cyr-Desmarais) : Allie Henderson
- Adam LaVorgna (VF : Fabrice Josso ; VQ : Hugolin Chevrette) : Eddie
- Sean O' Bryan (VF : Arnaud Bedouët) : officier Max
- Gary Cole (VQ : Alain Zouvi) : Mr. Wilkinson
- Eve Gordon (VQ : Natalie Hamel-Roy) : Carolyn

## Box Office
Le film a reçu, en tout, 12 000 000 de dollars au box-office américain.[réf. nécessaire]

## Sorties internationales
Sauf mention contraire, les informations suivantes sont issues de l'IMDb

### Sorties cinéma
- États-Unis : 13 novembre 1998
- Espagne : 1er décembre 1998
- Autriche : 4 décembre 1998
- Australie : 10 décembre 1998
- Allemagne : 10 décembre 1998
- Nouvelle-Zélande : 10 décembre 1998
- Danemark : 11 décembre 1998
- Islande : 11 décembre 1998
- Pays-Bas : 17 décembre 1998
- Belgique : 23 décembre 1998
- Brésil : 25 décembre 1998
- Turquie : 25 décembre 1998

### Sorties directement en vidéo
- Royaume-Uni : 30 septembre 1999
- Hongrie : 11 novembre 1999
- Japon : 17 novembre 1999
- Argentine : 14 décembre 1999